# Lodelinsart
Lodelinsart ([Algemeen Waals] Lodlinsåt), is een plaats in de Belgische provincie Henegouwen, en een deelgemeente van de Waalse stad Charleroi. Lodelinsart was een zelfstandige gemeente, tot die bij de gemeentelijke herindeling van 1977 toegevoegd werd aan de gemeente Charleroi.

## Bezienswaardigheden
- De Onze-Lieve-Vrouwekerk (Église de la Sainte-Vierge) was een neogotisch kerkgebouw van 1891. In 2012 werd instabiliteit vastgesteld ten gevolge van mijnschade en 2019 werd de kerk grotendeels gesloopt.
- De Sint-Rochuskerk is een neoromaans kerkgebouw van 1911 voor de wijk Noire Mécanique of Coucou.
- Het Château Goffart, gebouwd in 1917, is feitelijk een grote kasteelachtige fabrikantenvilla in eclectische stijl en getuigenis van de belangrijke glasfabrieken die in Lodelinsart aanwezig waren.
- Het voormalig gemeentehuis van 1877.

## Natuur en landschap
Lodelinsart is een voorstad van Charleroi en dichtbebouwd. Enkele mijnterrils zijn aanwezig. De hoogte aan de Onze-Lieve-Vrouwekerk bedraagt 129 meter.

## Economie
De economie van Lodelinsart hing vooral af van de steenkoolwinning en de glasfabrieken.
Vermeld kan worden dat in 1735 reeds de eerste Machine à feu van Henegouwen in werking trad om de pompen aan te drijven. Tal van mijnzetels ontwikkelden zich waarvan nog slechts de in 1959 gesloten Sacré-Français enkele overblijfselen toont waaronder de mijnterril.
Glasfabrieken zijn er sinds 1690 toen Jean de Condé een dergelijke fabriek oprichtte die gebruik maakte van de voorhanden zijnde steenkool. Vaak ging het om glasblazerijen waarvan er tientallen verschenen. Door Émile Fourcault werd de Spiegelglasmachine uitgevonden. Uiteindelijk verdwenen de kleinere bedrijven en bleef er één over die in handen kwam van Glaverbel, later AGC Glass Europe.

## Demografische ontwikkeling
- Bronnen:NIS, Opm:1831 tot en met 1970=volkstellingen, 1976= inwoneraantal op 31 december

## Geografie

### Wijken
Lijst van de zes wijken van dit district :
- Lodelinsart Bon-Air
- Lodelinsart Centre
- Lodelinsart Gros-Fayt
- Lodelinsart Hamendes
- Lodelinsart Le Chênois
- Lodelinsart Ouest

### Wegen
De snelweg die door Lodelinsart gaat is de A54 (E420) die Nijvel (A7) en Charleroi (R9) verbindt. Bovendien zijn er twee belangrijke nationale wegen in Lodelinsart. De eerste is de N5 (Chaussée de Bruxelles) die Charleroi en Brussel verbindt. De andere is de oostelijke deel van de N569 (Chaussée de Châtelet) die Jumet Gohyssart en Châtelet verbindt, hoewel deze nationale weg naar Forchies-la-Marche moest gaan.

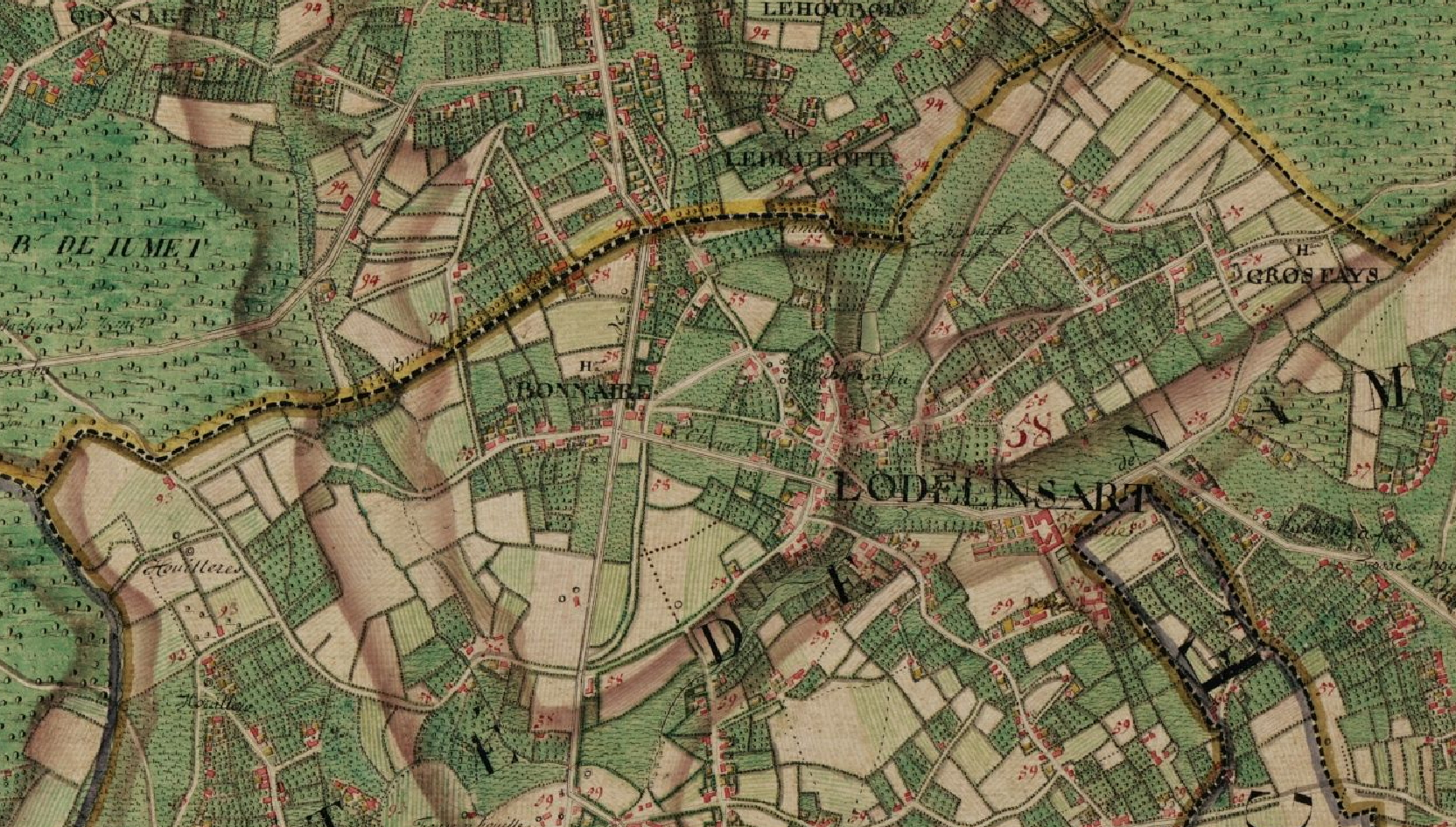
Lodelinsart tussen 1770 en 1777. Geïllustreerd door Joseph de Ferraris.
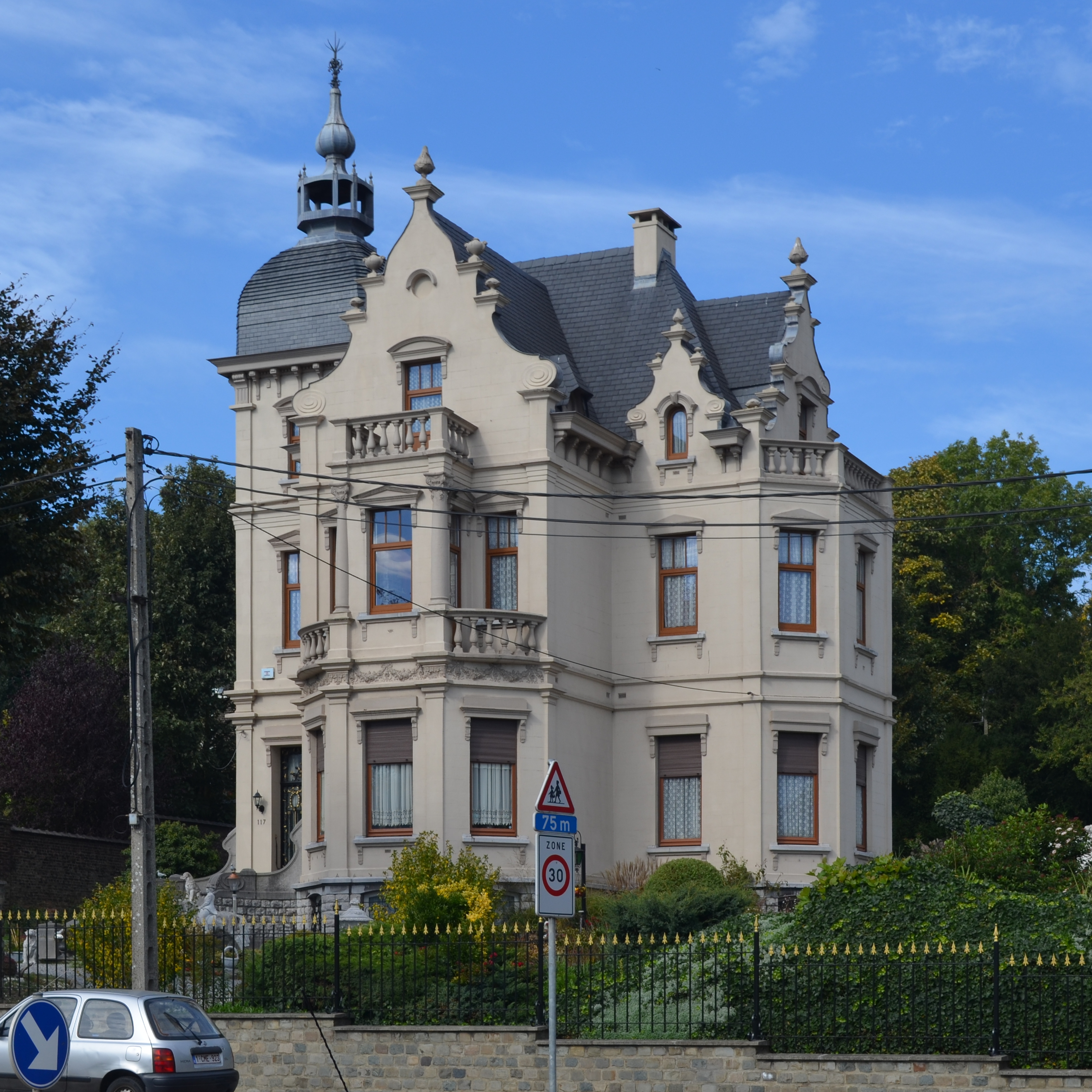
Dit kasteel ligt op de N569.

## Geboren
- Elisabeth Barmarin (1915-2010), beeldhouwer

## Nabijgelegen kernen
Charleroi, Dampremy, Jumet, Ransart

## Bron
Deelgemeenten: Charleroi · Couillet · Dampremy · Gilly · Gosselies · Goutroux · Jumet · Lodelinsart · Marchienne-au-Pont · Marcinelle · Monceau-sur-Sambre · Mont-sur-Marchienne · Montignies-sur-Sambre · Ransart · Roux

Belgische gemeenten · Arrondissement Charleroi · Henegouwen · Wallonië